# برج التجارية
برج التجارية برج تجاري تابع للشركة التجارية العقارية يقع في مدينة الكويت. هو ناطحة سحاب تقع في منطقة شرق (الكويت). يتميز البرج بوجود انحناء بمقدار درجتين بين كل طابق والذي يليه.

## الملف التعريفي
يقع البرج مقابل حديقة الشهيد، وتبلغ مساحة البناء 4,293.6 م2 (46,216 قدم2).
شكل برج التجارية (ويُعرف أيضًا باسم مركز الكويت التجاري) مستوحى من حلزون (هندسة) أو لولب (هندسة). يلتف جسم البرج بمقدار 80 درجة أثناء صعوده من مستوى الأرض إلى أعلى طابق مأهول. يتكون مخطط البرج من نواة دائرية الشكل تقع في مركز كل طابق، ويحيط بها حلقة دائرية من الأعمدة الهيكلية تسمح بتغير موقع حافة البلاطة مع الحفاظ على اصطفاف الأعمدة بشكل رأسي من طابق إلى آخر. هذا التعديل في حافة البلاطة هو ما يخلق الكتلة الخارجية الملتفة للبرج. ويتميز البرج بحدائق داخلية مكدسة رأسياً، بارتفاع ستة طوابق لكل حديقة، تمتد عبر ارتفاع المبنى. تدور هذه الحدائق حول مركز كل طابق، مما يخلق مساحة ديناميكية ملتفة داخل البرج.
تصميم الواجهة الخارجية للبرج يتكون من نظام واجهات ستائرية موحدة من الألمنيوم والزجاج.  تشمل المواد المستخدمة زجاجًا معزولًا مزرقًا للرؤية وزجاج سباندريل، مع استخدام مختار لألواح ألمنيوم فضية. أما واجهة الحدائق الداخلية فهي من زجاج شفاف منخفض الانبعاث الحراري (low-E) مع نمط خاص من السيراميك للتحكم في اكتساب الحرارة الشمسية، ومدعومة بنظام تثبيت نقطي من الفولاذ المقاوم للصدأ. وفي تناقض مع البرج، فإن البوديوم مكسو بمزيج من الحجر الطبيعي والخرسانة مسبقة الصب.
يتكون البرج من مركز تسوق (بوديوم) مكون من خمسة طوابق، مع شرفة حديقة مفتوحة على السطح، تعلوه طوابق مخصصة للمكاتب. النظام الإنشائي لمركز التسوق يعتمد على بلاطات شبكية (وافل سلاب) وأعمدة موزعة على شبكة 9 م × 9 م (30 قدم × 30 قدم). أما طوابق المكاتب فهي بلاطات خرسانية مسلحة مدعومة بعوارض فولاذية هيكلية. تدور كل بلاطة بزاوية 2.0 درجة باتجاه عقارب الساعة أثناء الارتفاع. ويُؤمَّن الاستقرار الأفقي باستخدام عدد من الجدران النواة القوية، إلى جانب جدار دائري بقطر 21 م (69 قدم) في منطقة البرج. أما الأعمدة الاثنا عشر المتوزعة بشكل متساوٍ حول البرج فهي أعمدة خرسانية مسلحة أو مركبة مع مقاطع فولاذية مُجمعة.

## وصلات خارجية
- الموقع الرسمي
- "برج التجارية". CTBUH Skyscraper Center.
- "معرف مبنى إمبوريس 208240". إيمبوريس  [لغات أخرى]‏. مؤرشف من الأصل في 2021-05-16.{{استشهاد ويب}}:  صيانة الاستشهاد: علامات ترقيم زائدة (link) صيانة الاستشهاد: مسار غير صالح (link)
- "برج التجارية". سكايسكرابربيج.

قالب:Shopping malls in Kuwait